# Иваново (Кирилловский район)
Иваново — деревня в Кирилловском районе Вологодской области.
Входит в состав Чарозерского сельского поселения, с точки зрения административно-территориального деления — в Печенгский сельсовет.
Расстояние до районного центра Кириллова по автодороге — 114,7 км, до центра муниципального образования Чарозера по прямой — 23 км. Ближайшие населённые пункты — Ефремовская, Степачево, Воронино, Васюково, Семеновская, Рыбацкая, Павшино.
По данным переписи в 2002 году постоянного населения не было.